# Jean-Jacques Guyon
Jean-Jacques Guyon (ur. 1 grudnia 1932 w Paryżu, zm. 20 grudnia 2017 w Fontainebleau) – francuski jeździec sportowy. Złoty medalista olimpijski z Meksyku.
Sukcesy odnosił we Wszechstronnym Konkursie Konia Wierzchowego. Igrzyska w 1968 były jedynymi w jego karierze. Triumfował w konkursie indywidualnym na koniu Pitou. W drużynie był brązowym medalistą mistrzostw Europy w 1967.